# Johan Zierneels

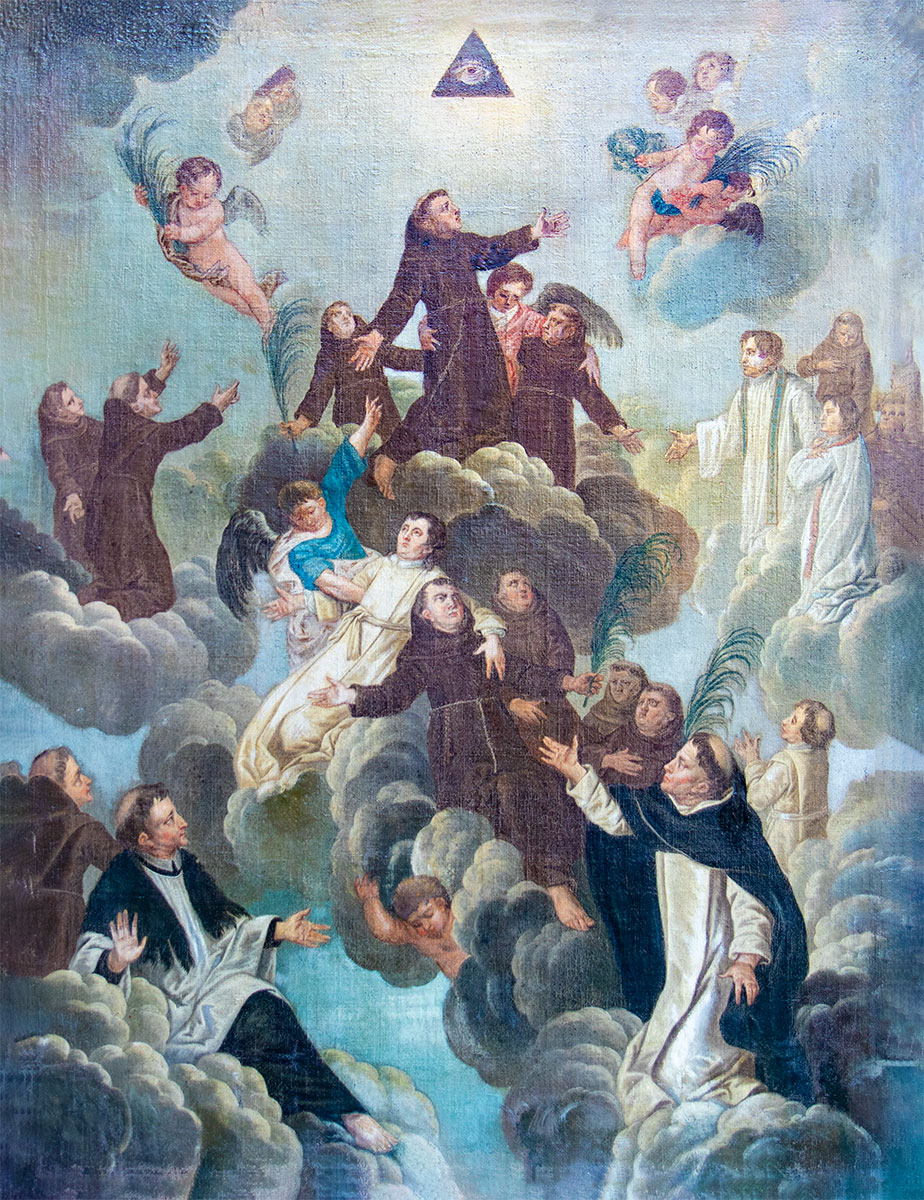
Schilderij door Johan Zierneels - Verheerlijking van de Martelaren van Gorcum

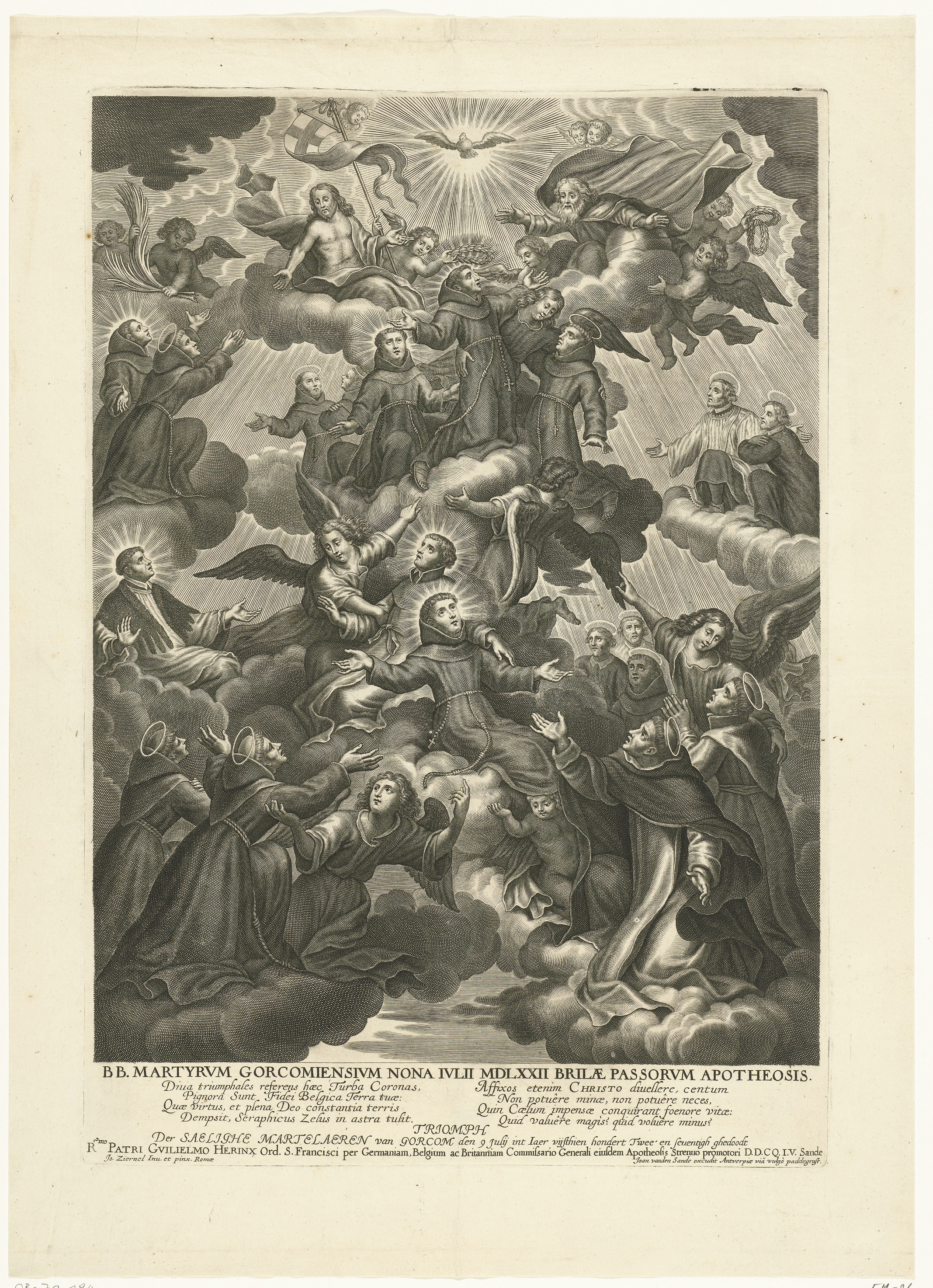
Apotheose van de martelaren van Gorkum 1572, prent gemaakt door Jean-Baptiste Nolin naar een schilderij van Johan Zierneels, 1675

Johan Zierneels (alternatieve spellingen: Jan Zierneels, Johannes Zierneels, Syrnel, Záernel, Ziereels, Ziereneels, Zierneel, Jan Zioerneels, Ziernel, Zionnels, bijnaam Lely of Lelie) (Meierij van 's-Hertogenbosch, rond 1646 – na 1678) was een Nederlands kunstschilder die gespecialiseerd was in christelijk-religieuze voorstellingen.

## Levensloop
Volgens de Gouden Eeuw-biograaf Arnold Houbraken werd Zierneels in de Meierij van 's-Hertogenbosch geboren. Er is niets bekend over zijn opleiding. Hij reisde naar Rome in 1671 waar hij gedocumenteerd is tot 1678. Daarna zijn er geen verdere gegevens over hem bekend. In 1674-1675 trad hij toe tot de Bentvueghels, een vereniging van voornamelijk Nederlandse en Vlaamse kunstenaars werkzaam in Rome, onder de bijnaam (de zogenaamde bentnaam) ‘Lelie’ of ‘Lely’. Het bewijs voor zijn lidmaatschap is te vinden op een gastenlijst, gemaakt ter gelegenheid van de inhuldiging van drie nieuwe leden: Abraham Genoels II, François Moens en Pieter Verbruggen (II).  Men gaat ervan uit dat Johannes Zierneels in Rome overleed.
Er zijn geen gesigneerde werken van hem bewaard. Hij schilderde een uitvoerige reeks over de Martelaren van Gorcum, wier zaligverklaring in 1675 met grote festiviteiten werd gevierd. Een van die werken bevindt zich in de Pinacoteca Comunale in Terni.